# Saturdays = Youth
Saturdays = Youth je album francouzské elektronické skupiny M83 vydané 14. dubna 2008.
Album bylo nahráno s Kenem Thomasem (známým pro spolupráci se Sigur Rós, The Sugarcubes, Cocteau Twins a Suede) a Ewanem Pearsonem.
Lze říci, že toto album přináší bohaté akustické struktury, kterými se M83 proslavili, ale se soustředěnějším přístupem k samotné formě a struktuře písní. Song „Couleurs“ je prvním singlem z nového alba vydaný internetovými obchodníky 25. února 2008. Druhý singl, „Graveyard Girl“ vydali 8. dubna 2008.

## Seznam skladeb
1. „You, Appearing“
2. „Kim & Jessie“
3. „Skin of the Night“
4. „Graveyard Girl“
5. „Couleurs“
6. „Up!“
7. „We Own the Sky“
8. „Highway of Endless Dreams“
9. „Too Late“
10. „Dark Moves of Love“
11. „Midnight Souls Still Remain“
12. „Until the Night Is Over“ [bonusová skladba na iTunes; dříve vydána na „Don't Save Us from the Flames“ singlu]